# Extractor.live
Extractor.live（エクストラクターライブ）は、アプリケーションのインストールなしでライブ配信および視聴ができるライヴ配信プラットフォームである。

## 概要
2017年8月に、株式会社Extractorからリリース。
同年９月24日にUIや機能追加による大型アップデートを行う。同日に東京ゲームショウ2017では吉本興業株式会社との長期的なパートナーシップを発表。秋葉原ノクトルナスタジオにてリアルイベントとオンラインイベントの融合を図る新広告モデルを創造している。
Webブラウザベースでアプリケーション要らずのサービスであることと進化や合成などゲーム性のある独自アイテム課金がサービスの主な特徴である。

## 配信者

### 国内
- 高瀬あや
- SHIORI
- Julia
- Leo the football
- みぎみみ
- Laco
- あやみん
- ヤマグチクエスト（人力舎）
- 松本秀夫（フリーアナウンサー、元ニッポン放送アナウンサー）

### 海外
- アンジェロ
- Emma
- Maggie
- Desta